# Rémy Bertola
Rémy Bertola (* 31. August 1998 in Lugano) ist ein Schweizer Tennisspieler.

## Karriere
Bertola war nur bei einem Turnier der ITF Junior Tour aktiv. Mitte 2017 spielte er erstmals regelmässig Profiturniere. Die ersten Jahre spielte er hauptsächlich Turniere der drittklassigen ITF Future Tour, auf der er im Doppel 2018 seinen ersten Titel gewann. Nachdem er lange Zeit ausserhalb der Top 1000 klassiert war, verbesserte er sich stetig in der Weltrangliste. Ende 2020 war er im Einzel und Doppel jeweils unter den besten 800. Bis Ende war er bei drei Einzel- und sieben Doppelturnieren der Future Tour siegreich geblieben. Seine Klassierung innerhalb der Top 400 liess ihn auch Turniere der höher dotierten ATP Challenger Tour spielen, wo er aber häufig noch in der Qualifikation starten musste. Im brasilianischen Campinas erzielte er 2022 sein erstes gutes Resultat auf diesem Niveau, als er als Lucky Loser in der ersten Hauptrunde den Top-100-Spieler Daniel Altmaier besiegte und erst im Halbfinal ausschied. Dank einer Wildcard stand Bertola 2023 in der Qualifikation zu den Swiss Indoors Basel 2023. Dort überraschte er mit einem Sieg gegen Pedro Cachín (Nummer 72 der Welt), bevor er Alexander Schewtschenko unterlag. Es war sein erster Sieg auf der Ebene der ATP Tour.
Im Jahr 2024 steigerte sich Bertola. Mit fünf Futures (davon drei im Doppel) begann er sein bis dato erfolgreichstes Jahr. Das zweite Mal gelang ihm in Shenzhen der Einzug in einen Challenger-Halbfinal. Dort unterlag er dem Setzlistenersten James Duckworth aus Australien. Im Doppel war der grösste Erfolg neben dreimaligem Erreichen eines Halbfinals der Titelgewinn in Hamburg an der Seite von Mattia Bellucci. Durch diese Erfolge stand Bertola Mitte 2024 auf seinem Karrierehoch von Platz 273 im Einzel und Rang 200 im Doppel. Anfang 2024 wurde er das erste Mal für die Schweizer Davis-Cup-Mannschaft nominiert. Bei der Erstrundenniederlage gegen die Niederlande kam er allerdings nicht zum Einsatz.

## Erfolge
| Legende (Anzahl der Siege) |
| Grand Slam                 |
| ATP Finals                 |
| ATP Tour Masters 1000      |
| ATP Tour 500               |
| ATP Tour 250               |
| ATP Challenger Tour (1)    |

### Doppel

#### Turniersiege
| Nr. | Datum         | Turnier | Belag         | Partner         | Finalgegner                             | Ergebnis |
| --- | ------------- | ------- | ------------- | --------------- | --------------------------------------- | -------- |
| 1.  | 16. März 2024 | Hamburg | Hartplatz (i) | Mattia Bellucci | Karol Drzewiecki Patrik Niklas-Salminen | 6:4, 7:5 |